# 木夏咲
木夏 咲（こなつ さき、1989年9月12日 - ）は、日本の俳優・タレント。山形県出身。身長は160cm、血液型はO型。

## 人物
- 山形県出身の女優、タレント。
- ダンサーとしても活動していた。
- 元アイドル
- 犬好き。
- タバスコ好き。最高で月に8本消費したことがある。レモン、お酢なども同様。
- ロックバンドのキッズであった程大の音楽好き。
- 現在フリーランスで活動しており
- fasmeというメディアのディレクターもしている
- レンアイ動物診断の作成者でありイラストも担当

## 主な出演

### 映画
- ストイックガール 完全版（2009年10月公開） - 神樹ルル役
- B-ON（2010年2月公開） - 水嶋璃湖役
- B-ON 美女木兄弟戦争篇（2010年4月公開） - 水嶋璃湖役
- 学忍（2010年9月公開） - 菜奈水香役
- B-ON 不良全滅篇（2010年11月公開） - 水嶋璃湖役
- ブラックスクール裏黒（2011年7月公開） - アサミヤ役
- ブラックスクール黒白（2011年7月公開） - アサミヤ役
- ブラックスクール白光（2011年9月公開） - アサミヤ役
- TO-BE（2011年12月公開）-ヒロイン　三股二ナツメ役
- ワーストギア（2012年4月公開）
- 少年ギャング（2012年6月公開）-ヒロイン 羽吊紗苗役
- ワルガール（2012年6月公開）
- ギャングジャッジ（2012年10月公開）-新田悦美役
- B-ON 蘭城高校危機一髪篇（2012年8月公開) -メイン　伊丹ルナ役
- B-ON レボリューション（2012年12月公開) -　伊丹ルナ役
- リアル鬼ごっこ
- 黒い暴動　（2017年7月公開）万里子

### ドラマ
- 東京DOGS（2009）第2話
- マジすか学園（2010）- 第3話ゲストレギュラー
- 明日の光をつかめ2（2011）- 第21話

### テレビ
- 王様のブランチ（2009）
- めちゃ²イケてるッ!（2009）
- お願い!ランキング（2010）
- 東京電波女子　（2018〜）

### CM
- panasonic（2009)
- acTVra（2010)

### 雑誌
- 月刊CUE’S（表紙）（2010）
- 月刊LDK （2018）

### DVD
- 渋谷の女子高校生たちが語った呪いのリスト4（2009年） - 三浦奈緒子役

### 舞台
- 母の恋文（2010年2月三越劇場）
- 明烏　（2016年1月　座・高円寺）ヒロイン　樹里役

### WEBマガジン
- MUSIU RUNNER15th－インタビューアー（2014年）

### ラジオ
- konatsuのジョウホウMAX（2013年10月 - 2014年、コミュニティFM局ネット）
- ZERO STAR PROJECT presents「ゼロスタMAXレディオ」（発するFM） - ハニートラップの梅木一仁と共演

## ディスコグラフィ

### シングル
| 発売日         | タイトル             | 歌手           | 規格品番 | 備考                           |
| -------------- | -------------------- | -------------- | -------- | ------------------------------ |
| 2020年12月24日 | ZEROSTART (feat. tk) | こなつとうめき | 配信     | ハニートラップ梅木とのユニット |
| 2021年7月21日  | Nine O'clock         | こなつとうめき | 配信     | ハニートラップ梅木とのユニット |